# 400 متر في الألعاب الأولمبية الصيفية 2012 - رجال
أقيم نهائي 400 متر رجال في الألعاب الأولمبية الصيفية 2012 يوم 6 أغسطس بالملعب الأولمبي بلندن
الحد الأدنى المؤهل للأولمبيات هو 45ث 30 بالنسبة للحد (أ)، و45ث 90 بالنسبة للحد (ب)

## الرقم القياسي
الرقم القياسي العالمي والأولمبي للفعالية قبل الألعاب الأولمبية :
| الرقم القياسي العالمي  | 43ث 18 | مايكل جونسون الولايات المتحدة | 26 أغسطس 1999 | إشبيلية |
| الرقم القياسي الأولمبي | 43ث 49 | مايكل جونسون الولايات المتحدة | 29 يوليو 1996 | أتلانتا |

## المتوجون بالميدالية
| الذهبية             | الفضية                             | البرونزية                      |
| كيراني جيمس غرينادا | لوجيلين سانتوس جمهورية الدومينيكان | لالوند غوردون ترينيداد وتوباغو |

## وصلات خارجية
- الفعالية على موقع الألعاب الأولمبية 2012